# Тарновский, Александр Адамович
Александр Адамович Тарновский (пол. Aleksander Tarnowski; 11 января 1898 — 27 ноября 1972) — генерал-майор юстиции СССР, генерал бригады Народного войска польского, председатель Верховного военного суда ПНР в 1944—1945 и начальник отдела безопасности Министерства национальной обороны Польши в 1945 году.

## Биография
Родился 11 января 1898 года в Комарове (Подольская губерния) в семье крестьянина Адама Тарновского, слесаря по профессии. С февраля 1917 года в рядах Русской императорской армии, в конце года вступил в Красную гвардию (РККА). Служил в Одесском рабочем полку, участвовал в боях против Белого движения. В октябре 1919 года был ранен. С 15 февраля по 1 июля 1920 года — в артиллерии 41-й дивизии 14-й армии. Член РКП(б) с июля 1920 года.
В 1920 году окончил школу артиллерии и школу красных старшин в Москве, в августе 1920 года во время советско-польской войны входил во Временный революционный комитет Польши, располагавшийся в Белостоке. После поражения красноармейцев под Варшавой вернулся в РСФСР, с сентября 1920 по сентябрь 1921 года служил в Тамбовской губернии и подавлял там антисоветские выступления. В 1923 году окончил Высшую военную педагогическую школу в Киеве, работал в системе военной юстиции РККА. В 1923—1924 годах — генеральный прокурор в Одессе, до 1928 года — председатель Одесского народного суда и прокурор в Подолье, в 1923—1928 годах — член Польского бюро губернских комитетов КПУ(б). В 1928—1931 годах — председатель районных исполкомов в Беляеве (Одесская губерния) и Овруче (Волынская губерния). В 1931—1932 годах — учащийся Киевского инженерного института киномехаников. В 1933—1938 годах — председатель военного трибунала пограничных и внутренних войск ОГПУ Киевского округа, позже занимал аналогичную должность в НКВД Туркменской ССР.
13 июля 1938 года Тарновский, имевший звание военюриста 1 ранга, был арестован по ложному обвинению, а 14 сентября уволен из органов НКВД. 1 октября 1939 года был освобождён, уголовное дело было прекращено за отсутствием состава преступления. В 1939 году вернулся в Киев. В годы Великой Отечественной войны был заместителем председателя военного трибунала Одесского военного округа, затем членом военного трибунала Южного фронта, председателем военного трибунала 24-й армии Южного фронта, председателем трибунала 10-го гвардейского Уральского добровольческого танкового корпуса. 2 марта 1944 года в звании полковника был направлен в Польские вооружённые силы в СССР как этнический поляк, был председателем военно-полевого суда 1-го польского корпуса. С апреля 1944 года — председатель военно-полевого суда 1-й армии Войска польского. 15 сентября 1944 года назначен председателем Верховного военного суда Польши. 3 ноября произведён в генералы бригады решением Президиума Государственного народного совета (решение вступило в силу 11 ноября 1944 года).
С 1945 года занимал должность начальника отдела правосудия Министерства национальной обороны, с декабря 1945 по февраль 1946 года в распоряжении Министерства национальной обороны. Рассматривал дела солдат Армии крайовой, что в современной Польше характеризуется как репрессии. 15 февраля 1946 года завершил службу в Польше и вернулся в Главный отдел кадров РККА, до 1951 года был председателем военного трибунала Киевского военного округа. На пенсии с 1952 года. Скончался 27 ноября 1972 года в Киеве.

## Награды
- Командорский крест ордена Возрождения Польши (1945)
- Серебряный Крест Заслуги (11 мая 1945) — решением Президиума Государственного народного совета ПНР за героические усилия и деяния, совершённые в борьбе с немецкими захватчиками[3][4]
- Орден Красного Знамени (16 февраля 1945) — имела место попытка исключения из списка награждённых по требованию генерал-лейтенанта С.С.Шатилова[5]